# Smiltene
Smiltene ( výslovnost) je město v Lotyšsku, nacházející se v Livonsku, 132 km severovýchodně od hlavního města Rigy. Město je součástí stejnojmenného kraje. V roce 2016 zde žilo přibližně 5488 obyvatel.

## Partnerská města
- Willich, Německo
- Wiesenbach, Německo
- Pincara, Itálie
- Písek, Česko
- Nakskov, Dánsko
- Pustomyty, Ukrajina[2]

## Významné osobnosti
- Kārlis Puriņš – profesor na Lotyšské univerzitě, ministr financí Lotyšska 1918–1919
- Einārs Tupurītis – lotyšský běžec na 800 m
- Artūrs Pauliņš – lotyšský orientační běžec